# Serie A2 2010-2011 (pallavolo femminile)
La Serie A2 2010-2011 si è svolta dal 17 ottobre 2010 al 21 maggio 2011: al torneo hanno partecipato quattordici squadre di club italiane.

## Regolamento

### Formula
Le squadre hanno disputato un girone all'italiana, con gare di andata e ritorno, per un totale di ventisei giornate; al termine della regular season:
- La prima classificata è promossa in Serie A1.
- Le classificate dal secondo al quinto posto hanno acceduto ai play-off promozione, strutturati in semifinali, giocate al meglio di due vittorie su tre gare, e finale, giocata al meglio di tre vittorie su cinque gare: la vincitrice è promossa in Serie A1.
- Le ultime due classificate sono retrocesse in Serie B1.

### Criteri di classifica
Se il risultato finale è stato di 3-0 o 3-1 sono stati assegnati 3 punti alla squadra vincente e 0 a quella sconfitta, se il risultato finale è stato di 3-2 sono stati assegnati 2 punti alla squadra vincente e 1 a quella sconfitta.
L'ordine del posizionamento in classifica è stato definito in base a:
- Punti;
- Numero di partite vinte;
- Ratio dei set vinti/persi;
- Ratio dei punti realizzati/subiti.

## Squadre partecipanti
Le squadre neopromosse dalla Serie B1 sono state il Crema, il Formello, il Santa Croce e il Soverato, vincitrici della regular season, e la Time Matera, vincitrice dei play-off promozione, mentre le squadre retrocesse dalla Serie A1 sono state il River e la Spes Conegliano.
Delle squadre aventi il diritto di partecipazione:
- Il River è stato ripescato in Serie A1.
- La Spes Conegliano ha acquistato il titolo sportivo dal Giannino Pieralisi ed è stata ammessa in Serie A1; la Spes Conegliano ha ceduto il titolo sportivo al Cuatto Giaveno, il quale è stato ammesso in Serie A2.
- Il Formello ha ceduto il titolo sportivo alla RDM Pomezia, la quale è stata ammessa in Serie A2.
- Il Donoratico, il Vicenza e il Volta hanno rinunciato all'iscrizione.

| Club                | Stagione | Città                 | Impianto               | Stagione precedente                                       |
| ------------------- | -------- | --------------------- | ---------------------- | --------------------------------------------------------- |
| Busnago             | dettagli | Busnago               | PalaBusnago            | 6ª in Serie A2                                            |
| Chieri              | dettagli | Chieri                | PalaMaddalene          | 3ª in Serie A2; semifinali play-off promozione            |
| Crema               | dettagli | Crema                 | PalaBertoni            | 1ª in Serie B1 (girone A)                                 |
| Cuatto Giaveno      | dettagli | Giaveno               | Palazzetto dello Sport | 14ª in Serie B1 (girone A)                                |
| Forlì               | dettagli | Forlì                 | PalaRomiti             | 13ª in Serie A2                                           |
| Loreto              | dettagli | Loreto                | PalaSerenelli          | 11ª in Serie A2                                           |
| Parma               | dettagli | Parma                 | PalaRaschi             | 2ª in Serie A2; finale play-off promozione                |
| Pontecagnano Faiano | dettagli | Pontecagnano Faiano   | PalaBerlinguer         | 9ª in Serie A2                                            |
| RDM Pomezia         | dettagli | Pomezia               | Olimpia Palace         | -                                                         |
| San Vito            | dettagli | San Vito dei Normanni | PalaMacchitella        | 7ª in Serie A2                                            |
| Santa Croce         | dettagli | Santa Croce sull'Arno | PalaParenti            | 1ª in Serie B1 (girone B)                                 |
| Soverato            | dettagli | Soverato              | PalaScoppa             | 1ª in Serie B1 (girone D)                                 |
| Time Matera         | dettagli | Matera                | PalaSassi              | 2ª in Serie B1 (girone D); vincitrice play-off promozione |
| Verona              | dettagli | Verona                | PalaOlimpia            | 8ª in Serie A2                                            |

## Torneo

### Regular season

#### Risultati
| Prima giornata |                                      |     |                                   |
|                |                                      |     |                                   |
| 15-10          | Cuatto Giaveno - Pontecagnano Faiano | 1-3 | 17-25, 27-29, 25-18, 17-25        |
| 16-10          | Santa Croce - Loreto                 | 0-3 | 23-25, 20-25, 14-25               |
| 16-10          | RDM Pomezia - Chieri                 | 0-3 | 14-25, 19-25, 16-25               |
| 17-10          | Time Matera - Busnago                | 2-3 | 16-25, 25-20, 23-25, 28-26, 14-16 |
| 17-10          | Crema - San Vito                     | 3-2 | 25-17, 22-25, 25-23, 25-27, 17-15 |
| 16-10          | Soverato - Verona                    | 3-0 | 27-25, 25-19, 26-24               |
| 17-10          | Parma - Forlì                        | 3-0 | 25-16, 25-17, 25-18               |

| Seconda giornata |                                   |     |                                   |
|                  |                                   |     |                                   |
| 24-10            | Loreto - Parma                    | 1-3 | 25-22, 12-25, 22-25, 21-25        |
| 24-10            | Chieri - Soverato                 | 3-0 | 25-20, 25-17, 25-19               |
| 24-10            | Busnago - Santa Croce             | 3-1 | 25-17, 22-25, 28-26, 25-19        |
| 24-10            | San Vito - Cuatto Giaveno         | 2-3 | 29-27, 25-21, 19-25, 18-25, 9-15  |
| 24-10            | Verona - RDM Pomezia              | 3-0 | 26-24, 25-22, 25-23               |
| 24-10            | Pontecagnano Faiano - Time Matera | 2-3 | 25-17, 25-15, 21-25, 28-30, 12-15 |
| 24-10            | Forlì - Crema                     | 3-2 | 27-25, 25-22, 18-25, 16-25, 15-25 |

| Terza giornata |                                   |     |                                   |
|                |                                   |     |                                   |
| 31-10          | Parma - San Vito                  | 3-0 | 25-16, 25-14, 25-20               |
| 31-10          | Santa Croce - Chieri              | 1-3 | 19-25, 25-23, 19-25, 17-25        |
| 31-10          | Soverato - Busnago                | 0-3 | 20-25, 21-25, 18-25               |
| 31-10          | Crema - Loreto                    | 3-1 | 25-20, 25-18, 14-25, 25-21        |
| 31-10          | Cuatto Giaveno - Forlì            | 3-2 | 24-26, 25-16, 24-26, 27-25, 15-12 |
| 31-10          | Time Matera - Verona              | 3-0 | 25-22, 25-11, 25-18               |
| 31-10          | RDM Pomezia - Pontecagnano Faiano | 1-3 | 21-25, 20-25, 25-12, 18-25        |

| Quarta giornata |                              |     |                                   |
|                 |                              |     |                                   |
| 07-11           | Cuatto Giaveno - Time Matera | 2-3 | 26-28, 23-25, 25-18, 25-21, 9-15  |
| 07-11           | Busnago - Chieri             | 3-2 | 26-24, 18-25, 25-21, 13-25, 18-16 |
| 07-11           | San Vito - Santa Croce       | 2-3 | 28-26, 25-17, 22-25, 12-25, 16-18 |
| 07-11           | Verona - Parma               | 0-3 | 19-25, 16-25, 16-25               |
| 07-11           | Loreto - Soverato            | 3-1 | 25-9, 25-18, 23-25, 25-21         |
| 07-11           | Pontecagnano Faiano - Crema  | 2-3 | 25-20, 12-25, 25-19, 15-25, 12-15 |
| 07-11           | Forlì - RDM Pomezia          | 1-3 | 16-25, 25-17, 15-25, 22-25        |

| Quinta giornata |                             |     |                                   |
|                 |                             |     |                                   |
| 14-11           | Chieri - San Vito           | 3-0 | 25-22, 25-17, 25-20               |
| 14-11           | Busnago - Verona            | 3-2 | 25-27, 25-15, 25-14, 23-25, 16-14 |
| 14-11           | Parma - Pontecagnano Faiano | 3-1 | 23-25, 25-16, 25-20, 25-11        |
| 14-11           | RDM Pomezia - Crema         | 3-1 | 19-25, 25-21, 27-25, 25-20        |
| 14-11           | Soverato - Cuatto Giaveno   | 1-3 | 19-25, 19-25, 25-14, 18-25        |
| 13-11           | Santa Croce - Forlì         | 3-1 | 27-25, 16-25, 25-10, 25-21        |
| 14-11           | Time Matera - Loreto        | 2-3 | 25-22, 23-25, 13-25, 25-23, 10-15 |

| Sesta giornata |                                |     |                                   |
|                |                                |     |                                   |
| 21-11          | Pontecagnano Faiano - San Vito | 3-2 | 25-13, 20-25, 25-23, 18-25, 15-10 |
| 21-11          | Verona - Santa Croce           | 3-2 | 22-25, 18-25, 25-16, 25-20, 15-13 |
| 21-11          | Cuatto Giaveno - Parma         | 1-3 | 28-26, 22-25, 22-25, 9-25         |
| 21-11          | Time Matera - RDM Pomezia      | 1-3 | 25-27, 17-25, 25-22, 19-25        |
| 21-11          | Crema - Soverato               | 3-0 | 25-20, 25-22, 25-18               |
| 21-11          | Forlì - Chieri                 | 1-3 | 13-25, 15-25, 25-21, 14-25        |
| 20-11          | Loreto - Busnago               | 3-0 | 25-17, 25-23, 25-17               |

| Settima giornata |                                   |     |                                   |
|                  |                                   |     |                                   |
| 28-11            | Parma - RDM Pomezia               | 3-0 | 25-20, 25-18, 31-29               |
| 28-11            | Soverato - Time Matera            | 3-0 | 25-18, 25-19, 25-18               |
| 28-11            | Chieri - Crema                    | 3-0 | 25-14, 25-18, 25-19               |
| 28-11            | Santa Croce - Pontecagnano Faiano | 3-2 | 25-21, 19-25, 25-20, 29-31, 15-11 |
| 28-11            | Busnago - Forlì                   | 3-0 | 25-19, 25-23, 27-25               |
| 28-11            | Verona - Cuatto Giaveno           | 3-0 | 25-22, 25-20, 25-20               |
| 28-11            | San Vito - Loreto                 | 1-3 | 27-25, 22-25, 21-25, 17-25        |

| Ottava giornata |                               |     |                                   |
|                 |                               |     |                                   |
| 05-12           | RDM Pomezia - Soverato        | 3-2 | 23-25, 25-22, 20-25, 25-17, 15-12 |
| 05-12           | Crema - Parma                 | 0-3 | 19-25, 14-25, 22-25               |
| 05-12           | Time Matera - Chieri          | 3-1 | 31-29, 25-21, 22-25, 25-21        |
| 05-12           | Cuatto Giaveno - Santa Croce  | 3-0 | 25-17, 25-17, 25-22               |
| 05-12           | Pontecagnano Faiano - Busnago | 3-1 | 18-25, 25-11, 25-19, 25-19        |
| 05-12           | Forlì - San Vito              | 0-3 | 20-25, 23-25, 25-27               |
| 05-12           | Loreto - Verona               | 3-0 | 25-16, 26-24, 25-18               |

| Nona giornata |                              |     |                                   |
|               |                              |     |                                   |
| 12-12         | Soverato - Parma             | 1-3 | 20-25, 25-19, 19-25, 16-25        |
| 12-12         | Chieri - Pontecagnano Faiano | 3-2 | 25-18, 14-25, 25-27, 26-24, 15-11 |
| 12-12         | Busnago - Crema              | 2-3 | 25-22, 25-19, 11-25, 27-29, 13-15 |
| 12-12         | Santa Croce - Time Matera    | 3-0 | 25-15, 25-14, 25-16               |
| 12-12         | Loreto - Cuatto Giaveno      | 3-1 | 25-17, 25-14, 25-27, 29-27        |
| 12-12         | San Vito - RDM Pomezia       | 1-3 | 19-25, 25-16, 17-25, 26-28        |
| 12-12         | Verona - Forlì               | 3-1 | 25-20, 25-22, 16-25, 27-25        |

| Decima giornata |                              |     |                                   |
|                 |                              |     |                                   |
| 19-12           | Parma - Chieri               | 3-1 | 20-25, 25-23, 25-14, 25-12        |
| 19-12           | Soverato - San Vito          | 3-1 | 25-18, 25-19, 20-25, 25-21        |
| 19-12           | Crema - Santa Croce          | 1-3 | 22-25, 25-16, 23-25, 24-26        |
| 19-12           | Cuatto Giaveno - Busnago     | 3-0 | 27-25, 25-19, 25-20               |
| 19-12           | Pontecagnano Faiano - Verona | 3-0 | 25-16, 25-19, 25-18               |
| 19-12           | RDM Pomezia - Loreto         | 3-0 | 25-17, 25-21, 25-22               |
| 18-12           | Time Matera - Forlì          | 3-2 | 23-25, 23-25, 27-25, 25-22, 17-11 |

| Undicesima giornata |                                |     |                            |
|                     |                                |     |                            |
| 26-12               | Chieri - Cuatto Giaveno        | 3-0 | 25-13, 25-17, 25-17        |
| 26-12               | San Vito - Time Matera         | 3-0 | 25-13, 25-15, 25-20        |
| 26-12               | Crema - Verona                 | 3-1 | 25-21, 25-12, 23-25, 25-17 |
| 26-12               | Pontecagnano Faiano - Soverato | 3-1 | 25-12, 25-19, 19-25, 25-15 |
| 26-12               | Forlì - Loreto                 | 1-3 | 13-25, 25-15, 20-25, 16-25 |
| 26-12               | Parma - Busnago                | 3-1 | 25-18, 25-23, 19-25, 25-18 |
| 26-12               | RDM Pomezia - Santa Croce      | 3-0 | 25-22, 25-19, 25-19        |

| Dodicesima giornata |                             |     |                                   |
|                     |                             |     |                                   |
| 09-01               | Verona - San Vito           | 0-3 | 20-25, 20-25, 18-25               |
| 09-01               | Cuatto Giaveno - Crema      | 0-3 | 12-25, 24-26, 23-25               |
| 09-01               | Time Matera - Parma         | 1-3 | 29-31, 27-25, 23-25, 25-22        |
| 09-01               | Santa Croce - Soverato      | 3-0 | 25-22, 25-18, 25-21               |
| 08-01               | Loreto - Chieri             | 2-3 | 25-27, 25-17, 25-23, 22-25, 12-15 |
| 09-01               | Busnago - RDM Pomezia       | 2-3 | 22-25, 28-26, 25-10, 19-25, 13-15 |
| 09-01               | Forlì - Pontecagnano Faiano | 3-0 | 25-19, 25-21, 29-27               |

| Tredicesima giornata |                              |     |                                   |
|                      |                              |     |                                   |
| 16-01                | San Vito - Busnago           | 3-0 | 27-25, 25-19, 25-15               |
| 15-01                | Parma - Santa Croce          | 3-0 | 25-19, 25-18, 25-14               |
| 16-01                | Chieri - Verona              | 3-0 | 25-12, 25-18, 25-19               |
| 16-01                | RDM Pomezia - Cuatto Giaveno | 3-2 | 25-17, 22-25, 25-17, 27-29, 15-12 |
| 16-01                | Crema - Time Matera          | 3-2 | 23-25, 25-21, 25-19, 20-25, 15-11 |
| 16-01                | Pontecagnano Faiano - Loreto | 2-3 | 25-21, 19-25, 25-19, 25-27, 16-18 |
| 16-01                | Soverato - Forlì             | 3-0 | 25-23, 27-25, 25-21               |

| Quattordicesima giornata |                                      |     |                            |
|                          |                                      |     |                            |
| 23-01                    | Pontecagnano Faiano - Cuatto Giaveno | 3-1 | 25-15, 25-22, 24-26, 25-21 |
| 23-01                    | Loreto - Santa Croce                 | 3-0 | 25-14, 25-21, 25-22        |
| 22-01                    | Chieri - RDM Pomezia                 | 3-1 | 22-25, 27-25, 25-17, 25-15 |
| 23-01                    | Busnago - Time Matera                | 1-3 | 25-21, 16-25, 23-25, 22-25 |
| 23-01                    | San Vito - Crema                     | 3-1 | 22-25, 25-23, 25-19, 27-25 |
| 22-01                    | Verona - Soverato                    | 3-0 | 25-22, 25-22, 25-20        |
| 23-01                    | Forlì - Parma                        | 0-3 | 16-25, 18-25, 17-25        |

| Quindicesima giornata |                                   |     |                                   |
|                       |                                   |     |                                   |
| 30-01                 | Parma - Loreto                    | 3-0 | 32-30, 25-23, 25-12               |
| 30-01                 | Soverato - Chieri                 | 0-3 | 12-25, 20-25, 20-25               |
| 29-01                 | Santa Croce - Busnago             | 2-3 | 21-25, 25-14, 21-25, 25-21, 13-15 |
| 30-01                 | Cuatto Giaveno - San Vito         | 2-3 | 21-25, 25-16, 25-20, 23-25, 18-20 |
| 29-01                 | RDM Pomezia - Verona              | 3-1 | 25-18, 17-25, 25-14, 25-20        |
| 29-01                 | Time Matera - Pontecagnano Faiano | 1-3 | 25-21, 24-26, 14-25, 17-25        |
| 30-01                 | Crema - Forlì                     | 3-1 | 25-17, 21-25, 25-17, 25-14        |

| Sedicesima giornata |                                   |     |                                   |
|                     |                                   |     |                                   |
| 06-02               | San Vito - Parma                  | 2-3 | 20-25, 16-25, 25-23, 28-26, 7-15  |
| 06-02               | Chieri - Santa Croce              | 3-0 | 25-20, 25-18, 25-20               |
| 06-02               | Busnago - Soverato                | 3-2 | 25-15, 25-13, 14-25, 18-25, 15-13 |
| 05-02               | Loreto - Crema                    | 2-3 | 25-19, 16-25, 16-25, 25-16, 13-15 |
| 06-02               | Forlì - Cuatto Giaveno            | 1-3 | 25-21, 20-15, 15-25, 21-25        |
| 05-02               | Verona - Time Matera              | 1-3 | 17-25, 26-24, 23-25, 14-25        |
| 06-02               | Pontecagnano Faiano - RDM Pomezia | 3-2 | 17-25, 28-30, 25-16, 25-18, 16-14 |

| Diciassettesima giornata |                              |     |                                   |
|                          |                              |     |                                   |
| 13-02                    | Time Matera - Cuatto Giaveno | 3-0 | 25-18, 25-20, 25-23               |
| 13-02                    | Chieri - Busnago             | 3-1 | 21-25, 25-21, 27-25, 25-20        |
| 13-02                    | Santa Croce - San Vito       | 3-2 | 27-25, 25-21, 24-26, 22-25, 15-13 |
| 13-02                    | Parma - Verona               | 3-0 | 25-11, 25-14, 25-19               |
| 13-02                    | Soverato - Loreto            | 3-0 | 25-19, 25-21, 25-22               |
| 13-02                    | Crema - Pontecagnano Faiano  | 0-3 | 23-25, 27-29, 18-25               |
| 12-02                    | RDM Pomezia - Forlì          | 3-0 | 25-14, 25-20, 25-22               |

| Diciottesima giornata |                             |     |                                   |
|                       |                             |     |                                   |
| 20-02                 | San Vito - Chieri           | 3-2 | 22-25, 25-21, 25-17, 20-25, 16-14 |
| 20-02                 | Verona - Busnago            | 3-1 | 22-25, 25-23, 25-19, 25-23        |
| 20-02                 | Pontecagnano Faiano - Parma | 0-3 | 21-25, 21-25, 17-25               |
| 20-02                 | Crema - RDM Pomezia         | 1-3 | 25-21, 21-25, 21-25, 21-25        |
| 19-02                 | Cuatto Giaveno - Soverato   | 3-1 | 25-23, 25-21, 22-25, 28-26        |
| 20-02                 | Forlì - Santa Croce         | 3-1 | 12-25, 27-25, 25-19, 25-23        |
| 19-02                 | Loreto - Time Matera        | 1-3 | 20-25, 23-25, 25-16, 26-28        |

| Diciannovesima giornata |                                |     |                                   |
|                         |                                |     |                                   |
| 27-02                   | San Vito - Pontecagnano Faiano | 2-3 | 20-25, 25-21, 25-20, 23-25, 12-15 |
| 26-02                   | Santa Croce - Verona           | 3-0 | 25-12, 25-16, 25-13               |
| 27-02                   | Parma - Cuatto Giaveno         | 3-0 | 25-13, 25-17, 25-20               |
| 27-02                   | RDM Pomezia - Time Matera      | 3-1 | 16-25, 25-22, 25-22, 25-17        |
| 27-02                   | Soverato - Crema               | 3-1 | 25-19, 25-21, 8-25, 25-23         |
| 27-02                   | Chieri - Forlì                 | 3-0 | 25-14, 25-18, 25-21               |
| 27-02                   | Busnago - Loreto               | 1-3 | 23-25, 25-18, 22-25, 24-26        |

| Ventesima giornata |                                   |     |                                   |
|                    |                                   |     |                                   |
| 05-03              | RDM Pomezia - Parma               | 0-3 | 16-25, 18-25, 23-25               |
| 06-03              | Time Matera - Soverato            | 3-1 | 21-25, 25-20, 25-20, 25-20        |
| 06-03              | Crema - Chieri                    | 1-3 | 20-25, 25-20, 22-25, 24-26        |
| 06-03              | Pontecagnano Faiano - Santa Croce | 2-3 | 24-26, 25-20, 15-25, 25-21, 11-15 |
| 06-03              | Forlì - Busnago                   | 3-1 | 24-26, 25-18, 25-22, 25-18        |
| 06-03              | Cuatto Giaveno - Verona           | 3-1 | 25-13, 18-25, 25-14, 25-18        |
| 06-03              | Loreto - San Vito                 | 3-0 | 25-22, 25-21, 25-22               |

| Ventunesima giornata |                               |     |                                   |
|                      |                               |     |                                   |
| 19-03                | Soverato - RDM Pomezia        | 0-3 | 23-25, 22-25, 23-25               |
| 20-03                | Parma - Crema                 | 3-1 | 25-11, 20-25, 25-16, 25-19        |
| 20-03                | Chieri - Time Matera          | 2-3 | 25-22, 21-25, 25-16, 25-27, 13-15 |
| 20-03                | Santa Croce - Cuatto Giaveno  | 3-1 | 26-24, 21-25, 25-14, 25-21        |
| 20-03                | Busnago - Pontecagnano Faiano | 1-3 | 19-25, 25-22, 19-25, 25-20        |
| 20-03                | San Vito - Forlì              | 3-1 | 25-17, 29-27, 22-25, 25-13        |
| 20-03                | Verona - Loreto               | 1-3 | 13-25, 25-22, 23-25, 15-25        |

| Ventiduesima giornata |                              |     |                            |
|                       |                              |     |                            |
| 27-03                 | Parma - Soverato             | 3-0 | 25-13, 25-16, 25-22        |
| 27-03                 | Pontecagnano Faiano - Chieri | 0-3 | 15-25, 21-25, 20-25        |
| 27-03                 | Crema - Busnago              | 3-1 | 25-23, 18-25, 26-24, 25-18 |
| 27-03                 | Time Matera - Santa Croce    | 3-1 | 21-25, 25-22, 25-15, 25-20 |
| 27-03                 | Cuatto Giaveno - Loreto      | 0-3 | 17-25, 21-25, 20-25        |
| 27-03                 | RDM Pomezia - San Vito       | 3-1 | 25-20, 25-17, 28-30, 26-24 |
| 26-03                 | Forlì - Verona               | 3-0 | 25-16, 25-20, 25-20        |

| Ventitreesima giornata |                              |     |                                   |
|                        |                              |     |                                   |
| 03-04                  | Chieri - Parma               | 3-1 | 25-27, 25-15, 25-15, 25-19        |
| 03-04                  | San Vito - Soverato          | 0-3 | 20-25, 21-25, 22-25               |
| 02-04                  | Santa Croce - Crema          | 1-3 | 19-25, 25-15, 17-25, 22-25        |
| 03-04                  | Busnago - Cuatto Giaveno     | 3-1 | 25-23, 15-25, 25-17, 25-10        |
| 03-04                  | Verona - Pontecagnano Faiano | 1-3 | 25-19, 23-25, 14-25, 22-25        |
| 02-04                  | Loreto - RDM Pomezia         | 3-1 | 19-25, 25-18, 25-20, 25-19        |
| 03-04                  | Forlì - Time Matera          | 3-2 | 16-25, 25-22, 28-30, 25-20, 15-10 |

| Ventiquattresima giornata |                                |     |                                  |
|                           |                                |     |                                  |
| 09-04                     | Cuatto Giaveno - Chieri        | 0-3 | 19-25, 13-25, 14-25              |
| 10-04                     | Time Matera - San Vito         | 3-2 | 25-27, 22-25, 25-23, 33-31, 15-9 |
| 10-04                     | Verona - Crema                 | 0-3 | 15-25, 21-25, 21-25              |
| 10-04                     | Soverato - Pontecagnano Faiano | 0-3 | 20-25, 20-25, 18-25              |
| 10-04                     | Loreto - Forlì                 | 3-0 | 25-22, 25-20, 28-26              |
| 10-04                     | Busnago - Parma                | 3-1 | 13-25, 25-16, 30-28, 25-18       |
| 10-04                     | Santa Croce - RDM Pomezia      | 0-3 | 22-25, 18-25, 20-25              |

| Venticinquesima giornata |                             |     |                                   |
|                          |                             |     |                                   |
| 17-04                    | San Vito - Verona           | 3-0 | 25-15, 25-13, 25-16               |
| 16-04                    | Crema - Cuatto Giaveno      | 3-0 | 25-17, 25-20, 25-23               |
| 17-04                    | Parma - Time Matera         | 3-2 | 25-10, 25-19, 21-25, 22-25, 15-12 |
| 17-04                    | Soverato - Santa Croce      | 3-0 | 25-23, 25-23, 25-20               |
| 17-04                    | Chieri - Loreto             | 3-0 | 25-12, 25-23, 25-17               |
| 17-04                    | RDM Pomezia - Busnago       | 3-1 | 25-21, 23-25, 25-19, 25-19        |
| 17-04                    | Pontecagnano Faiano - Forlì | 3-1 | 25-17, 25-11, 16-25, 25-23        |

| Ventiseiesima giornata |                              |     |                                  |
|                        |                              |     |                                  |
| 23-04                  | Busnago - San Vito           | 2-3 | 25-13, 17-25, 22-25, 25-20, 7-15 |
| 23-04                  | Santa Croce - Parma          | 3-1 | 21-25, 25-22, 25-16, 25-11       |
| 23-04                  | Verona - Chieri              | 0-3 | 21-25, 17-25, 14-25              |
| 23-04                  | Cuatto Giaveno - RDM Pomezia | 0-3 | 21-25, 20-25, 18-25              |
| 23-04                  | Time Matera - Crema          | 3-0 | 25-22, 25-18, 27-25              |
| 23-04                  | Loreto - Pontecagnano Faiano | 3-1 | 21-25, 25-18, 25-16, 25-20       |
| 23-04                  | Forlì - Soverato             | 3-0 | 25-18, 25-21, 25-20              |

#### Classifica
| Pos. | Squadra             | Pt | G  | V  | P  | SV | SP | Ratio | PF    | PS    | Ratio |
| ---- | ------------------- | -- | -- | -- | -- | -- | -- | ----- | ----- | ----- | ----- |
| 1.   | Parma               | 67 | 26 | 23 | 3  | 72 | 21 | 3,428 | 2 229 | 1 821 | 1,224 |
| 2.   | Chieri              | 64 | 26 | 21 | 5  | 71 | 25 | 2,840 | 2 266 | 1 892 | 1,197 |
| 3.   | RDM Pomezia         | 52 | 26 | 18 | 8  | 59 | 39 | 1,512 | 2 228 | 2 137 | 1,042 |
| 4.   | Loreto              | 51 | 26 | 17 | 9  | 58 | 39 | 1,487 | 2 223 | 2 072 | 1,072 |
| 5.   | Pontecagnano Faiano | 48 | 26 | 15 | 11 | 59 | 48 | 1,229 | 2 354 | 2 271 | 1,036 |
| 6.   | Time Matera         | 42 | 26 | 14 | 12 | 56 | 52 | 1,076 | 2 360 | 2 416 | 0,976 |
| 7.   | Crema               | 38 | 26 | 14 | 12 | 51 | 51 | 1,000 | 2 268 | 2 198 | 1,031 |
| 8.   | San Vito            | 35 | 26 | 10 | 16 | 50 | 56 | 0,892 | 2 308 | 2 348 | 0,982 |
| 9.   | Santa Croce         | 31 | 26 | 11 | 15 | 42 | 57 | 0,736 | 2 140 | 2 181 | 0,981 |
| 10.  | Busnago             | 28 | 26 | 10 | 16 | 46 | 61 | 0,754 | 2 302 | 2 381 | 0,966 |
| 11.  | Soverato            | 26 | 26 | 8  | 18 | 34 | 56 | 0,607 | 1 898 | 2 080 | 0,912 |
| 12.  | Cuatto Giaveno      | 25 | 26 | 8  | 18 | 36 | 62 | 0,580 | 2 079 | 2 243 | 0,926 |
| 13.  | Forlì               | 21 | 26 | 7  | 19 | 34 | 63 | 0,539 | 2 027 | 2 260 | 0,896 |
| 14.  | Verona              | 18 | 26 | 6  | 20 | 26 | 64 | 0,406 | 1 760 | 2 142 | 0,821 |

      Promossa in Serie A1.
      Qualificata ai play-off scudetto.
      Retrocessa in Serie B1.

### Play-off promozione

#### Tabellone
|  | Semifinali | Semifinali          | Semifinali | Semifinali | Semifinali |   |        | Finale | Finale | Finale | Finale | Finale | Finale | Finale |
|  |            |                     |            |            |            |   |        |        |        |        |        |        |        |        |
|  | 2          | Chieri              | 3          | 3          |            |   |        |        |        |        |        |        |        |        |
|  | 2          | Chieri              | 3          | 3          |            |   |        |        |        |        |        |        |        |        |
|  | 5          | Pontecagnano Faiano | 0          | 1          |            |   |        |        |        |        |        |        |        |        |
|  | 5          | Pontecagnano Faiano | 0          | 1          |            | 2 | Chieri | 3      | 3      | 3      |        |        |        |        |
|  |            |                     |            |            |            | 2 | Chieri | 3      | 3      | 3      |        |        |        |        |
|  |            |                     |            |            |            |   |        | 4      | Loreto | 1      | 2      | 0      |        |        |
|  | 3          | RDM Pomezia         | 0          | 1          |            |   |        | 4      | Loreto | 1      | 2      | 0      |        |        |
|  | 3          | RDM Pomezia         | 0          | 1          |            |   |        |        |        |        |        |        |        |        |
|  | 4          | Loreto              | 3          | 3          |            |   |        |        |        |        |        |        |        |        |
|  | 4          | Loreto              | 3          | 3          |            |   |        |        |        |        |        |        |        |        |

#### Risultati

##### Semifinali
| Gara 1 |                              |     |                     |
|        |                              |     |                     |
| 30-04  | Chieri - Pontecagnano Faiano | 3-0 | 25-15, 25-15, 25-19 |
| 30-04  | RDM Pomezia - Loreto         | 0-3 | 27-29, 14-25, 22-25 |

| Gara 2 |                              |     |                            |
|        |                              |     |                            |
| 04-05  | Pontecagnano Faiano - Chieri | 1-3 | 25-20, 20-25, 15-25, 19-25 |
| 04-05  | Loreto - RDM Pomezia         | 3-1 | 23-25, 25-21, 25-16, 25-14 |

##### Finale
| Gara 1 |                 |     |                            |
|        |                 |     |                            |
| 14-05  | Chieri - Loreto | 3-1 | 25-21, 25-22, 22-25, 25-22 |

| Gara 2 |                 |     |                                   |
|        |                 |     |                                   |
| 18-05  | Loreto - Chieri | 2-3 | 25-18, 23-25, 17-25, 25-20, 18-20 |

| Gara 3 |                 |     |                     |
|        |                 |     |                     |
| 21-05  | Chieri - Loreto | 3-0 | 25-23, 25-16, 25-21 |

## Statistiche
| Rendimento individuale | Rendimento individuale | Rendimento individuale | Rendimento individuale |
| Pos.                   | Nome                   | Punti                  | Squadra                |
| ---------------------- | ---------------------- | ---------------------- | ---------------------- |
| 1                      | Mariann Nagy           | 581                    | Pontecagnano Faiano    |
| 2                      | Rachel Rourke          | 554                    | San Vito               |
| 3                      | Antonina Zetova        | 497                    | Chieri                 |
| 4                      | Georgina Pinedo        | 495                    | Cuatto Giaveno         |
| 5                      | Elena García           | 448                    | Busnago                |
| 6                      | Indre Sorokaite        | 419                    | Chieri                 |
| 7                      | Soraia Neudil          | 415                    | Santa Croce            |
| 8                      | Daniela Biamonte       | 404                    | Matera                 |
| 9                      | Mirela Corjeutanu      | 397                    | RDM Pomezia            |
| 10                     | Desiree Glod           | 391                    | Cuatto Giaveno         |

NB: I dati sono riferiti esclusivamente alla regular season.